# Mohammed Hamza Ghanayem
Mohammed Hamza Ghanayem (arabisch محمد حمزة غنايم, DMG Muḥammad Ḥamza Ġanāyim; * 16. September 1957 in Bâqa al-Gharbiya bei Haifa; † 25. Mai 2004 ebenda) war ein arabisch-israelischer Lyriker, Schriftsteller und Übersetzer.

## Leben
Ghanayem studierte in Tel Aviv arabische Literatur, war Herausgeber der Zeitschrift Fasl al-Maqal und Chefredakteur der Beilage Al-Mashhad al-Israili (Der Schauplatz Israel) der Tageszeitung Al-Ayyam sowie der hebräisch-arabischen Zeitschrift Al-Liqa (Begegnung). Er schrieb Gedichte sowohl in arabischer als auch in hebräischer Sprache, er übersetzte Gedichtbände Mahmud Darwischs aus dem Arabischen ins Hebräische sowie hebräische Werke in die arabische Sprache. Er arbeitete am Madar, dem palästinensischen Zentrum für Israelstudien, in Ramallah und war einer der Wortführer des palästinensisch-israelischen Dialogs.
Ghanayem ist in der Arabisch-Deutschen Lyrikanthologie Nach dem letzten Himmel – Neue Palästinensische Lyrik vertreten. (Herausgegeben von Khalid Al-Maaly. Kirsten Gutke Verlag, 2003.)